# The Cat in the Hat (especial)
The Cat in the Hat é um especial de animação feito para a televisão. Foi transmitido a primeira vez em 10 de março de 1971, nos EUA, pela CBS.
É baseado no livro homônimo, escrito pelo Dr. Seuss. Produzido pela DePatie-Freleng Enterprises, produtora de animações famosa pelos desenhos da A Pantera Cor-de-rosa, Toro e Pancho e A Formiga e o Tamanduá, entre outros.

## Sinopse
Entediados em um dia chuvoso, duas crianças (Sally e seu irmão) são deixadas sozinhas em casa enquanto sua mãe anuncia sua partida, ela diz as crianças se divertirem, e diz que ela vai voltar às 3:30. Enquanto sua mãe sai de casa, Sally e o irmão desejam algo para fazer. De repente, as crianças ouvem um barulho e conhecem o misterioso e divertido Gato da Cartola, em seguida, o peixe dourado da família, chamado de "Karlos K. Krinklebein" pediu para sair, mas o gato joga um jogo chamado "cima, para cima, para cima, com um peixe" colocando o aquário no topo de uma pilha de bolhas (o mais próximo equivalente a a bola sequência do livro acima mencionado). A garota percebe que o gato está fazendo a casa um pouco sujo, e o garoto lembra que a mãe voltaria às 3:30. O gato se inclina para a voz da maioria e desanimadamente diz que vai para a Sibéria, mas ele retorna com a desculpa de que alguém roubou a "grandeza coberta de musgo da família" foi roubada, o Gato acusa Karlos de ser o ladrão, e canta uma balada sobre a perda de sua lembrança preciosa.
Então o Gato leva as crianças para encontrar a grandeza sumida usando o método "Calculatus Eliminatus", em que números e letras são desenhados. Porém, Karlos mais uma vez exige que o felino vai embora. Aparentemente para ganhar a simpatia, o Gato canta uma música pessimista para transmitir sua baixa auto-estima, e coloca o peixe dourado para dormir. Tendo feito uma recuperação milagrosa de seu surto de depressão, o gato traz Coisa Um e Coisa Dois para ajudar na busca da grandeza, cantando para as crianças que podem encontrar "qualquer coisa sob o sol." Em vez de ser produtiva, no entanto, as coisas jogam uma variedade de esportes que usam o aquário de Karlos, observando que todas as famílias que visitam tem um peixe pessimista. Karlos fica com raiva e acusa o Gato de não ser um gato real ("Quem já ouviu falar de um gato de seis pés!"), E a cartola de não ser uma cartola de verdade. O gato está indignado, e afirma a sua legitimidade cantando seu nome em várias línguas, reais e fictícios. A canção se torna tão cativante que todos, até mesmo Karlos, junta-se e contribui a ele. (Um ponto interessante a se notar é que, na parte russa da canção, o gato é descrito como um "Chapka em um shlyapa", que se traduz em "chapéu em um chapéu," não "Gato em um chapéu.")
Quando a música termina, Karlos vê a mãe indo pra casa. O Gato vai embora, deixando para trás a casa extremamente bagunçada. Ele rapidamente retorna, no entanto, a utilização de um veículo a motor para arrumar as coisas. Ele deixa para sempre, o que implica que ele pode retornar algum dia, e a mãe retorna. Ela pergunta às crianças como foram o seu dia, e diz-lhes que ela só viu um gato em uma cartola "descendo a rua com uma grandeza coberta de musgo da família." Enquanto a identidade exata do objeto nunca é revelado, isso indica que a gradenza Nunca foi realmente perdida, e o gato só queria uma desculpa para se divertir mais. O menino e a menina olham pela janela tanto quanto eles fizeram no início do especial, e veêm o Gato indo na sua próxima aventura.

## Personagens
- The Cat in the Hat
- Karlos K. Krinklebine
- Nariz Nutn
- The Prince Ovo
- Melodina
- Os Tots Acorn
- Big Oggo e Mu Mu
- Disabear
- Kaki Kaki
- Avó Fuji
- Belly Boing
- Água Chap
- Klinki Klunki
- Nani Nani
- Tsuchi
- Pettan
- Maru Bento
- Fofo
- Pokkonpakkon
- Coisa que
- Coisa dois
- Conrad
- Sally
- Ken Bahn
- Sra Blakeningsop
- Narrador